# 조연 (1374년)

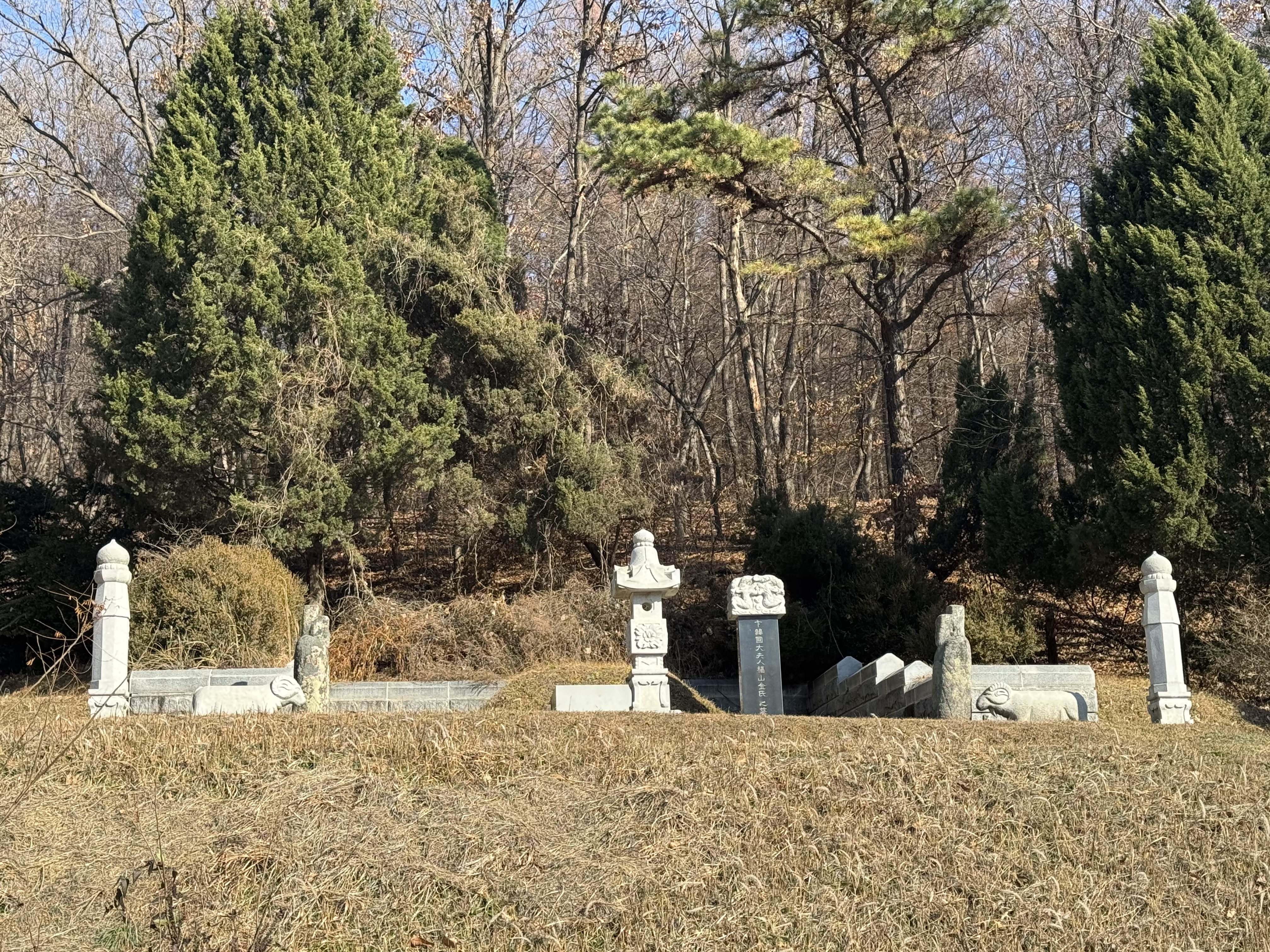
파주시에 위치한 양경공 조연의 묘

조연(趙涓, 1374년~1429년)은 조선 전기의 문신이다. 본관은 한양, 자는 여정(汝靜), 시호는 양경(良敬). 세종 때 우의정을 지냈다.
소년 시절에 음보로 산원이 되고 그 이후에 문과에 급제하여 승봉랑, 공조총랑 등을 거쳐서 조선이 건국하자 대장군이 되어서 별운검이 되었다. 이후 왕자의 난 때 이방원의 편에 서서 공을 세워서 승지가 되고 중군 동지총체와 판승추부사를 거쳐서 다시 좌군총체가 되었으며 이후 판의용순금사사와 상호군을 겸직했다. 우군도총제, 병조판서를 거쳐서 길주찰리사, 공조판서를 했으며 그 이후 다시 병조판서가 되었다. 이후 찬성사를 거쳐서 세종 때 우의정까지 지냈다.